# 孟加拉國的珍珠業
孟加拉國的珍珠業，已經存在了幾個世紀。 孟加拉國以天然粉紅珍珠而聞名，當地人稱之為“mukta”。它們是從一種淡水貽貝中收集而來的，這些貽貝在內陸水體如湖泊，河流，池塘和水壩中大量存在。
珍珠養殖主要發生在該國東南部地區，從庫米拉縣到沿海的科克斯巴扎爾縣。港口城市吉大港歷史上是珍珠貿易的中心。河上吉卜賽人比迪人住在船屋裡，傳統上從事珍珠養殖。
與其他主要生產國相比，孟加拉國的珍珠產量很小。孟加拉國內珠寶業專注於黃金和白銀首飾製作。